# Milan Hrica
Milan Hrica (* 12. ledna 1944, Zohor, Slovensko) je bývalý slovenský fotbalista, obránce.

## Fotbalová kariéra
V československé lize hrál za Inter Bratislava. Nastoupil ve 247 ligových utkáních a dal 1 gól. Za juniorskou reprezentaci nastoupil ve 3 utkáních a za reprezentační B-tým v 1 utkání. V nižší soutěži působil v SH Senica.

## Ligová bilance
| Ročník                                   | Zápasy | Góly | Klub                |
| ---------------------------------------- | ------ | ---- | ------------------- |
| 1. československá fotbalová liga 1963/64 | 13     | 0    | Slovnaft Bratislava |
| 1. československá fotbalová liga 1964/65 | 23     | 0    | Slovnaft Bratislava |
| 1. československá fotbalová liga 1965/66 | 23     | 0    | Inter Bratislava    |
| 1. československá fotbalová liga 1966/67 | 22     | 0    | Inter Bratislava    |
| 1. československá fotbalová liga 1967/68 | 26     | 0    | Inter Bratislava    |
| 1. československá fotbalová liga 1968/69 | 22     | 0    | Inter Bratislava    |
| 1. československá fotbalová liga 1969/70 | 17     | 0    | Inter Bratislava    |
| 1. československá fotbalová liga 1970/71 | 17     | 0    | Inter Bratislava    |
| 1. československá fotbalová liga 1971/72 | 28     | 0    | Inter Bratislava    |
| 1. československá fotbalová liga 1973/74 | 25     | 1    | Inter Bratislava    |
| 1. československá fotbalová liga 1974/75 | 30     | 0    | Inter Bratislava    |
| 1. československá fotbalová liga 1975/76 | 1      | 0    | Inter Bratislava    |
| CELKEM                                   | 247    | 1    |                     |